# Манчестер-бай-те-Сі (Массачусетс)
Манчестер-бай-те-Сі (англ. Manchester-by-the-Sea) — місто (англ. town) в США, в окрузі Ессекс штату Массачусетс. Населення — 5395 осіб (2020).

## Демографія
Згідно з переписом 2010 року, у місті мешкало 5136 осіб у 2147 домогосподарствах у складі 1444 родин. Було 2394 помешкання
Расовий склад населення:
| - 97,6 % — білих - 0,9 % — азіатів - 0,2 % — корінних американців - 0,1 % — чорних або афроамериканців |

До двох чи більше рас належало 1,1 %. Частка іспаномовних становила 1,5 % від усіх жителів.
За віковим діапазоном населення розподілялося таким чином: 23,7 % — особи молодші 18 років, 56,7 % — особи у віці 18—64 років, 19,6 % — особи у віці 65 років та старші. Медіана віку мешканця становила 47,6 року. На 100 осіб жіночої статі у місті припадало 88,1 чоловіків;  на 100 жінок у віці від 18 років та старших — 86,1 чоловіків також старших 18 років.
Середній дохід на одне домашнє господарство  становив 162 354 долари США (медіана — 105 500), а середній дохід на одну сім'ю — 186 770 доларів (медіана — 128 409). Медіана доходів становила 84 015 доларів для чоловіків та 63 958 доларів для жінок. За межею бідності перебувало 3,7 % осіб, у тому числі 0,0 % дітей у віці до 18 років та 2,3 % осіб у віці 65 років та старших.
Цивільне працевлаштоване населення становило 2673 особи. Основні галузі зайнятості: освіта, охорона здоров'я та соціальна допомога — 24,7 %, науковці, спеціалісти, менеджери — 21,8 %, фінанси, страхування та нерухомість — 12,5 %, виробництво — 10,2 %.